# Pseudomicrommata
Pseudomicrommata is een monotypisch geslacht van spinnen uit de  familie van de Sparassidae (jachtkrabspinnen).

## Soort
- Pseudomicrommata longipes Bösenberg, 1895